# Mictyris brevidactylus
Mictyris brevidactylus – gatunek krabów zaliczanych do rodzaju Mictyris.